# McGrew
McGrew és una població dels Estats Units a l'estat de Nebraska. Segons el cens del 2000 tenia 103 habitants.

## Demografia
Segons el cens del 2000, McGrew tenia 103 habitants, 46 habitatges, i 29 famílies. La densitat de població era de 104,7 habitants per km².
Dels 46 habitatges en un 21,7% hi vivien nens de menys de 18 anys, en un 47,8% hi vivien parelles casades, en un 13% dones solteres, i en un 34,8% no eren unitats familiars. En el 28,3% dels habitatges hi vivien persones soles el 6,5% de les quals corresponia a persones de 65 anys o més que vivien soles. El nombre mitjà de persones vivint en cada habitatge era de 2,24 i el nombre mitjà de persones que vivien en cada família era de 2,67.
Per edats la població es repartia de la següent manera: un 21,4% tenia menys de 18 anys, un 3,9% entre 18 i 24, un 27,2% entre 25 i 44, un 33% de 45 a 60 i un 14,6% 65 anys o més.
L'edat mediana era de 44 anys. Per cada 100 dones de 18 o més anys hi havia 113,2 homes.
La renda mediana per habitatge era de 23.750 $ i la renda mediana per família de 25.000 $. Els homes tenien una renda mediana de 20.625 $ mentre que les dones 18.750 $. La renda per capita de la població era de 12.078 $. Aproximadament el 3,6% de les famílies i el 9,8% de la població estaven per davall del llindar de pobresa.

## Poblacions més properes
El següent diagrama mostra les poblacions més properes.